# Herbert Fandel
Herbert Fandel (Kyllburg, 9 marzo 1964) è un ex arbitro di calcio tedesco.

## Carriera
Debutta assai giovane nella Bundesliga (1995) e da allora ha totalizzato più di duecento presenze nella massima serie tedesca.
Nel 1998 arriva la nomina ad arbitro FIFA, e da quel momento conosce una costante ascesa nella propria carriera. Nel 2000 viene selezionato prima per il Campionato europeo di calcio Under-21 in Slovacchia, e successivamente per le Olimpiadi di Sydney, dove gli tocca anche il quarto di finale Camerun-Brasile. Nel 2002 viene inserito nella categoria Elite degli arbitri UEFA (quella più prestigiosa), ma la concorrenza interna, rappresentata dal più esperto connazionale Markus Merk, gli impedisce di essere prescelto per importanti manifestazioni internazionali come Mondiali od Europei (è comunque votato miglior arbitro tedesco del campionato nel 2001, 2005, nel 2007 e nel 2009). Nel 2005 viene comunque impiegato nel torneo FIFA Confederations Cup disputato in Germania.
Nel 2006 viene infatti designato per la finale di Coppa UEFA 2005-2006 Siviglia-Middlesbrough ad Eindhoven, e se la cava piuttosto bene. Nello stesso anno, però, pur essendo tra i 46 direttori di gara precandidati, non viene selezionato per la rassegna mondiale in Germania.
Il 23 maggio 2007 arbitra la finale di Champions League tra Milan e Liverpool, vinta per 2-1 dai rossoneri. Il 2 giugno successivo, dirige la gara internazionale tra Danimarca e Svezia (valida per le eliminatorie del campionato d'Europa 2008) risultando protagonista di uno spiacevole episodio; ad un minuto dalla fine espelle (su segnalazione del guardalinee Volker Wezel) il danese Poulsen per il pugno ad un avversario (con palla lontana) ma un tifoso dei biancorossi - in reazione - entra in campo e colpisce l'arbitro, obbligandolo a sospendere l'incontro. Nel settembre dello stesso anno, il tifoso fu condannato a 30 giorni di reclusione con la condizionale.
Il 29 aprile 2008 conduce la semifinale di Champions League (gara di ritorno) tra Manchester United e Barcelona (che qualifica gli inglesi), partecipando poi anche all'Europeo: nel corso della rassegna viene impiegato in 4 gare, l'ultima delle quali è il quarto di finale tra Spagna e Italia (vinto dagli iberici ai rigori).
Nel giugno 2009 annuncia il ritiro dall'attività, venendo subito inquadrato all'interno della Commissione arbitrale della Federazione tedesca.
Nel maggio 2010 viene nominato nuovo Coordinatore degli arbitri tedeschi di Bundesliga, prendendo il posto del connazionale Volker Roth, e dal luglio 2011 diventa inoltre componente della Commissione arbitrale UEFA.